# Upminster Bridge (metrostation)
Upminster Bridge is een station van de metro van Londen aan de District Line. Het station is geopend in 1934. Het is in typische jaren 30 stijl gebouwd op een locatie bij de brug over de rivier Ingrebourne.

## Geschiedenis
De London, Tilbury en Southend Railway (LT&SR) kreeg in 1885 een korter traject, de Pitsea route, via Upminster in plaats van langs de Theems met stations in Hornchurch en Upminster. In 1902 werd de District Railway (DR) via de Whitechapel and Bow Railway gekoppeld aan de LT&SR, waardoor doorgaande diensten van de DR naar Upminster mogelijk werden. De DR ging in 1905 over op elektrische tractie zodat de metro niet meer ten oosten van East Ham kon rijden. In 1908 bereikte de elektrificatie Barking, maar als gevolg van de Eerste Wereldoorlog duurde het nog ruim 20 jaar voordat ook ten oosten van Barking geëlektrificeerde sporen werden aangelegd. In 1912 werd de LT&SR gekocht door de London, Midland and Scottish Railway (LMS) die na de oorlog samen met de DR de mogelijkheden onderzocht om de metro weer tot Upminster te laten rijden. Hierbij werd gekozen om langs de noordrand van de Pitsearoute twee nieuwe elektrische sporen te leggen. Deze sporen ten behoeve van de metro werden in 1932 opgeleverd. In 1933 werd het OV in Londen genationaliseerd in de London Passenger Transport Board die de District Railway omdoopte in District Line. Dankzij de nieuwe sporen konden tussen 1932 en 1935 extra tussenstations, waaronder Upminster Bridge, voor de metro worden gebouwd. De toename van het reizigersaanbod was het gevolg van de bouw van nieuwbouwwijken langs de lijn tijdens het interbellum. 
Het station bij Upminster Bridge opende op 17 december 1934 met een eilandperron tussen de metrosporen. Het station werd geëxploiteerd door de London, Midland and Scottish Railway, maar alleen de District Line deed het station aan. Na de nationalisatie van de spoorwegen in 1948 werd het beheer van het station overgedragen aan British Railways en in 1969 werd het eigendom van London Underground. 

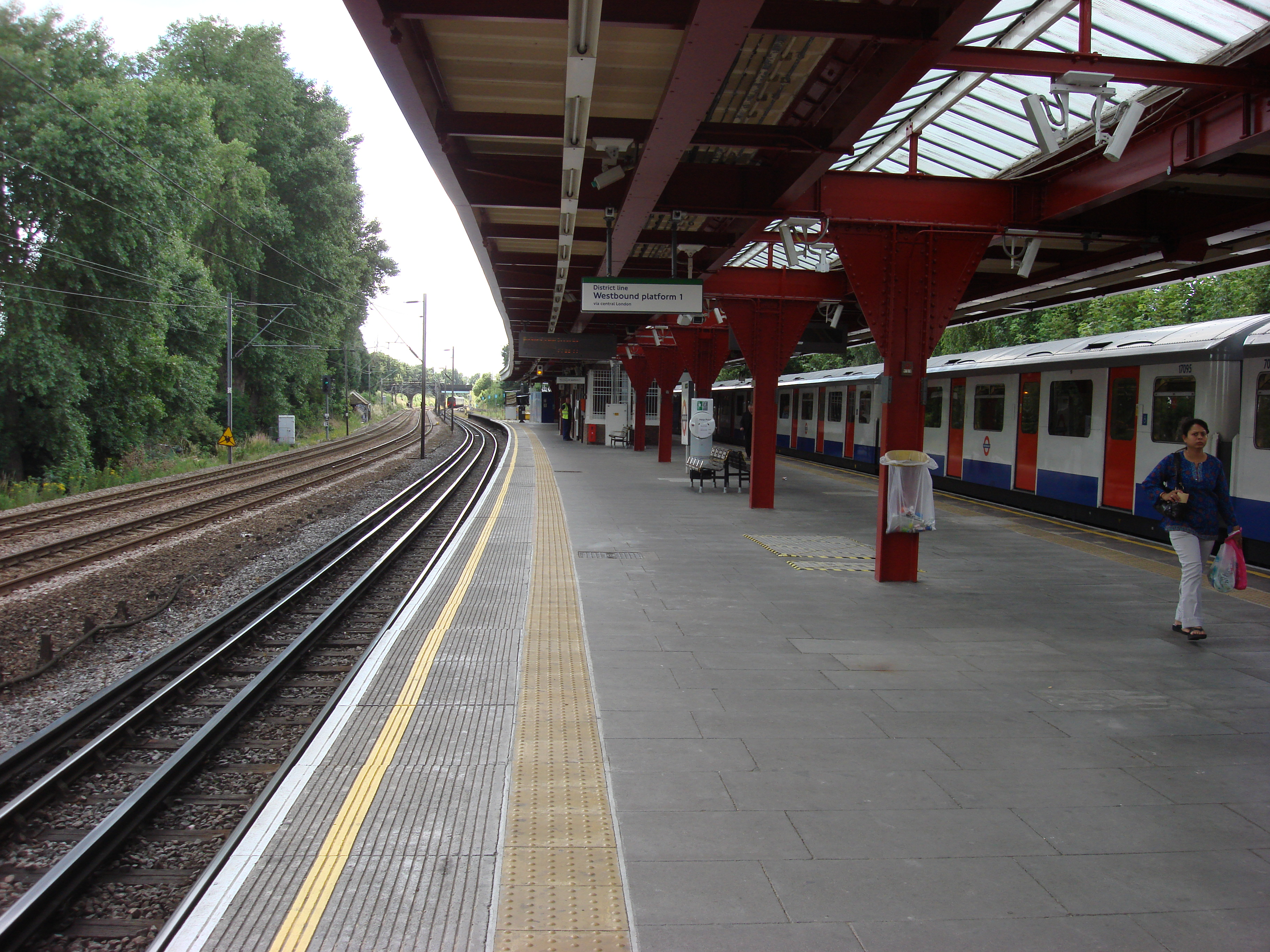
Het eilandperron met links de sporen van de LT&SR.
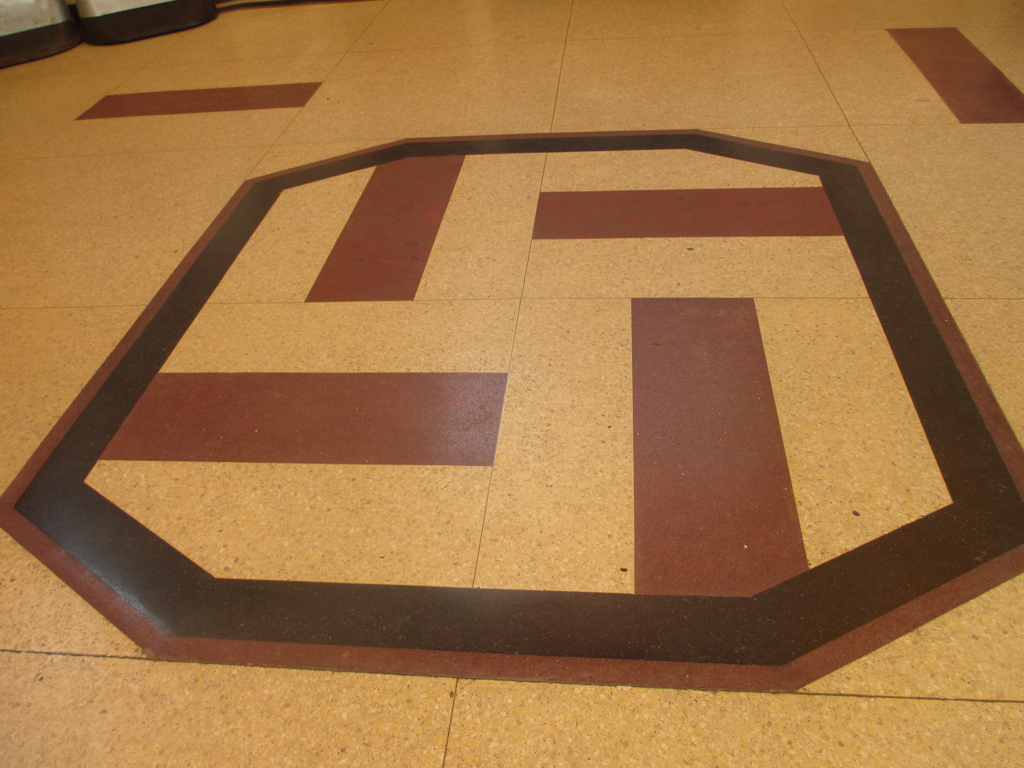
Het hakenkruis in de vloer van de stationshal.
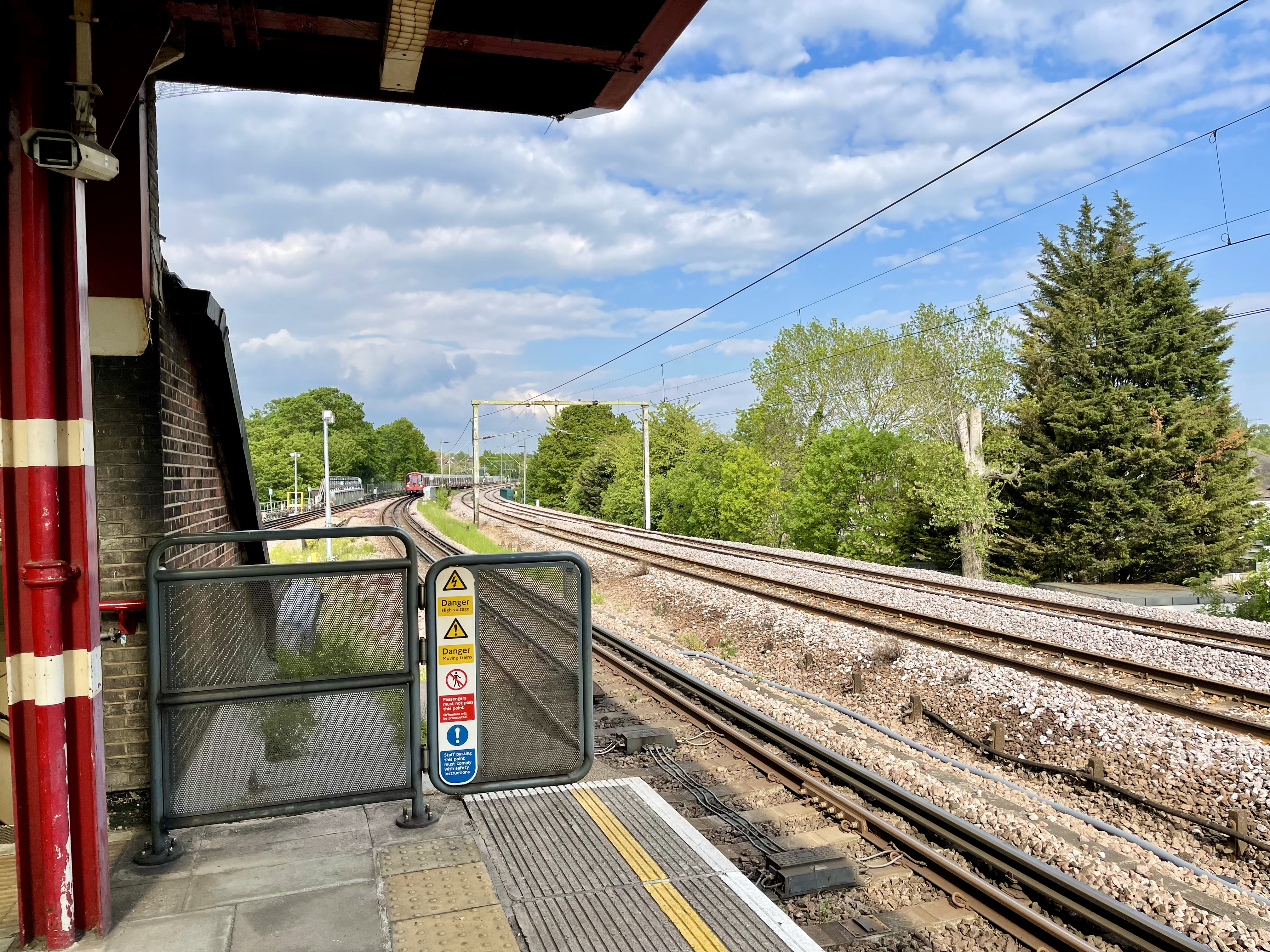
De metro uit Upminster in aantocht

## Ligging en inrichting
Het station ligt in het oostelijkste deel van de District Line en is het voorlaatste station vóór het eindpunt in Upminster dat 1,24 kilometer oostelijker ligt. In westelijke richting is het eerste station Hornchurch op 1,26 kilometer naar het westen, Earl's Court in het centrum van Londen, waar de lijn splitst in verschillende takken ligt op 33 kilometer afstand.
Het station is genoemd naar de brug, iets ten oosten van het station, over de Ingrebourne die vroeger de grens was tussen de oude parochies van Hornchurch en Upminster. Het station ligt aan de westelijke kant in Hornchurch aan Upminster Road in de wijk Havering tussen de metrobrug in het oosten en een winkelgalerij in het westen. Het is gelegen in een woonwijk en in de buurt zijn het Havering Sixth Form College en het Hornchurch Stadium te vinden.
Het stationsgebouw heeft een uniek ontwerp met een vrijwel vierkante begane grond met in het midden een achthoekige art-deco stationshal met een bakstenen bovenbouw die boven de rest van het station uitsteekt. De vloer is betegeld met een omgekeerd hakenkruis, een populaire decoratie ten tijde van de bouw van het station. De Ov-poortjes staan aan de spoorzijde van de stationshal die met een reizigerstunnel en een vaste trap verbonden is met het eilandperron tussen de metrosporen op de spoordijk. Hier liggen vier sporen echter zonder perrons langs de Pitsearoute. De volle lengte van het eilandperron, dat is voorzien van een wachtkamer en toiletten, is overkapt. Het station werd door de Havering London Borough Council op de plaatselijke monumentenlijst gezet. 
Als onderdeel van de publiek-private samenwerkingsovereenkomst voor het onderhoud van de Londense metro, werd het station in 2005 en 2006 gerenoveerd door Metronet. Hierbij werden  voelbare strips en leuningen in contrasterende kleuren voor slechtzienden aangebracht, bewakingscamera's geïnstalleerd, digitale informatieborden op de perrons geplaatst, het omroepsysteem vernieuwd en nieuwe verlichting aangebracht. Het station is niet toegankelijk voor rolstoelgebruikers. Het station was in 2006 een van de eersten van het metronet waar het bemande loket werd afgeschaft. De wandelroute London Loop loopt buiten het station dat de grens vormt tussen sectie 22 uit Harold Wood en sectie 23 naar Rainham. 

## Reizigersdienst
Het station heeft een, voor een station in de voorsteden, relatief kleine reizigersstroom met ongeveer 1,15 miljoen in- en uitstappers in 2017. De buslijnen die stoppen bij het station bieden verbindingen naar County Park Estate, Cranham, Lakeside, Queen's Hospital en Romford. De metro rijdt in de daluren met 12 ritten per uur per richting. Ten westen van Earl's Court rijdt de helft hievan naar Richmond en de andere helft naar Ealing Broadway. In de spitsuren loopt het aantal metroritten op van 12 naar 15 waarvan een deel naar Wimbledon rijdt. De diensten naar het centrum van Londen rijden van ongeveer 05:00 tot 23:30 uur, die naar Upminster rijden van ongeveer 06:00 tot 01:30 uur. De reistijd naar Upminster is twee minuten.